# Den svenska Mercurius
Den svenska (swänska) Mercurius, var en månadsskrift, som gavs ut i Stockholm först av C.C. Gjörwell från juli 1755 till och med juni 1761, fortsattes efter samma plan juli 1761–oktober 1762 av Erik Ekholm och kallades då Den nya swenska Mercurius samt redigerades åter av Gjörwell januari 1763–juni 1765 under namnet Svenska Merkurius. I början av tredje redaktionsåret hade tidskriften över 600 prenumeranter. Tidskriften utkom regelbundet i månadshäften om 4–5 ark liten oktav. Den plan, som följdes, var omfattande. Dels avsågs att göra allmänheten bekant med "nya ämnen i historien, filosofien, moralen, fysiken och ekonomien", dels meddelades nyheter från den lärda och vittra världen i utlandet. Denna sistnämnda avdelning, som under tidskriftens förra skede upptog den drygaste delen av utrymmet, var ordnad i rubriker efter de olika städerna. I slutet av varje häfte redogjordes i korthet för senaste månads politiska tilldragelser ("statsnyheter"). Utgivaren fann icke nödigt att uppehålla sig vidlyftigt vid "lärda nyheter" i Sverige, eftersom det för dessa fanns ett särskilt organ i L. Salvius’ Lärda tidningar. Emellertid innehöll tidskriften ofta granskningar av inhemska vitterhetsalster. I de senare årgångarna var de nyskrivna svenska uppsatserna icke få, sedan Gjörwell erhållit medarbetare inom landet; tidigare fyllde han själv sin tidskrift med översättningar och bearbetningar från utländska journaler. Den räknas också med skäl som Sveriges tidigaste kritiska journal av betydenhet. Dikter infördes egentligen endast 1763–65.
Gjörwell utgav sedermera Den historiske och politiske Mercurius’ (dec. 1773–juni 1778), vartill en fragmentarisk början gjorts i juli 1765 och som utkom oregelbundet med ett eller flera nummer i veckan. 